# Marty Martin
Martin Charles „Marty“ Martin (* 9. Mai 1897 in Kalifornien; † 29. Januar 1964 in Los Angeles) war ein US-amerikanischer Filmtechnikpionier und Ingenieur, der auf den Oscarverleihungen 1947 und 1949 mit einem Oscar für technische Verdienste ausgezeichnet wurde.

## Leben
Marty Martin, der für das RKO-Pictures-Radio Studio Miniature Department für Design und Konstruktion tätig war, wurde 1947 erstmals mit einem Technical Achievement Award ausgezeichnet „für die Konstruktion und den Bau eines Gerätes mit Geschosseffekten“ („for the design and construction of equipment providing visual bullet effects“). Er teilte sich diese Auszeichnung mit Hal Adkins von RKO Pictures.
Im Jahr 1949 erfolgte eine weitere Auszeichnung mit dem Technical Achievement Award „für die Entwicklung einer neuen Methode zur Simulation fallenden Schnees am Filmset“ („for the development of a new method of simulating falling snow on motion picture sets“). Gemeinsam mit Martin wurden Jack Lannan und Russell Shearman und das RKO Radio Studio Special Effects Department ausgezeichnet.

## Auszeichnung
Oscar für technische Verdienste Zertifikat der Klasse III
- Oscarverleihung 1947: Technical Achievement Award
zusammen mit Hal Adkins und dem RKO Radio Studio Special Effects Department
- Oscarverleihung 1949: Technical Achievement Award
zusammen mit Jack Lannan, Russell Shearman und dem RKO Radio Studio Special Effects Department